# Liste der Monuments historiques in Ilonse
Die Liste der Monuments historiques in Ilonse führt die Monuments historiques in der französischen Gemeinde Ilonse auf.

## Liste der Objekte
| Bezeichnung       | Beschreibung          | Standort                       | Kennzeichnung | Schutzstatus | Datum | Bild |
| ----------------- | --------------------- | ------------------------------ | ------------- | ------------ | ----- | ---- |
| Rosenkranzretabel | Holz, 17. Jahrhundert | in der Kirche St-Michel (Lage) | PM06000298    | Classé       | 1974  |      |